# Al-Qamishli
Qamishli (tiếng Ả Rập: القامشلي Al Qāmišlī, tiếng Kurd: Qamişlo, tiếng Syriac: ܩܡܫܠܐ Qamishlo or tiếng Syriac: ܒܝܬ ܙܠܝܢ Beth-Zalin) là một thành phố ở phía bắc Syria. Thành phố Nusaybin có diện tích  km², dân số thời điểm năm 2004 là 232.258 người.
Al-Quamishli đối diện Nusaybin của Thổ Nhĩ Kỳ qua biên giới và gần Iraq. Thành phố thuộc tỉnh al-Hasakah. Sông Jaghjah chảy qua hai thành phố.
Al Qamishli, ban đầu, một thành phố Assyrian / Syria, trong thời hiện đại, của các nhóm dân tộc hỗn hợp, chủ yếu là người Kurd, người Ả Rập và Assyria / Syriacs. Những tín đố Kitô hữu của thành phố chủ yếu bao gồm người Assyria / Syriacs và Armenia. Thành phố được thành lập bởi những người Assyria / Syriacs chạy trốn Seyfo ở Thổ Nhĩ Kỳ hiện đại. Ngày nay, người Kurd, người Ả Rập, Assyria / Syriacs, và Armenia (khoảng 8.500 hình thức đó có 2.000 là người Công giáo tiếng Armenia) sống bên cạnh nhau trong thành phố.
Al Qamishli cũng có một cộng đồng người Do Thái đáng kể. Trong những năm 1930, dân số của người Do Thái Al Qamishli đạt 3.000 người. Kể từ năm 1947, tình hình của người Do Thái của Al Qamishli xấu đi. Tất cả người Do Thái làm việc trong các cơ quan chính phủ đã bị sa thải. Nhiều phụ nữ Do Thái bị cầm tù và bị đánh đập với sự chấp thuận của cơ quan có thẩm quyền. Việc bỏ đi ồ ạt của người Do Thái khỏi Syria lên đến đỉnh điểm do bạo lực, chẳng hạn như Aleppo cuộc tàn sát người Do Thái. Vào năm 1963, cộng đồng đã bị giảm đến 800 người, và sau Chiến tranh Sáu ngày, nó đã đi xuống thấp hơn nữa đến 150.